# ジェフ・ラレントウィッツ
ジェフ・ラレントウィッツ（Jeff Larentowicz、1983年8月5日 - ）は、アメリカ合衆国出身のサッカー選手。ポジションはDF。元サッカーアメリカ合衆国代表。

## 経歴

### クラブ
2005年MLSサプリメンタルドラフトの4巡目（全体45人目）でニューイングランド・レボリューションに指名された。
2010年1月21日、チームメイトのウェルズ・トンプソンと共にコロラド・ラピッズにトレード。この取引ではコロラド・ラピッズ側からはプレストン・バーポ、コリー・ギブス、そして2011年MLSスーパードラフト指名権と一般分配金がニューイングランドにトレードされた。
2013年1月16日、2013年MLSスーパードラフト1巡目指名権＋外国籍選手枠＋一般分配金とのトレードでシカゴ・ファイアーFCに移籍。2015年シーズン終了後、シカゴ・ファイアーFCを契約満了で退団。
2016年1月6日、ロサンゼルス・ギャラクシーと契約を結んだ。
2016年12月、アトランタ・ユナイテッドFCにフリーで加入。

### 代表
2010年12月22日、アメリカ合衆国代表チームのトレーニングに初めて招集された。1か月後のチリ代表との親善試合で代表デビューを果たした。

## 人物
ポーランドにルーツを持つ。

## タイトル

### クラブ
ニューイングランド・レボリューション
- USオープンカップ: 2007
- スーパーリーガ: 2008

コロラド・ラピッズ
- MLSカップ: 2010

アトランタ・ユナイテッドFC
- MLSカップ: 2018
- カンペオーネス・カップ: 2019
- USオープンカップ: 2019